# Épiphane le Scolastique
Pour les articles homonymes, voir Épiphane.
Épiphane le Scolastique (en latin Epiphanius Scholasticus) est un lettré chrétien du VIe siècle, collaborateur et ami de Cassiodore, traducteur en latin d'ouvrages de la littérature ecclésiastique grecque.
On ne sait de lui que ce qu'en dit Cassiodore (dans les Inst. div. litt., § 5, 8, 11, 17 ; et dans la préface de l'Histoire tripartite) : il le qualifie d'« ami » et de « vir disertissimus » (homme très éloquent), mais ne précise pas sa position dans l'Église. Leur collaboration a pu avoir lieu à Constantinople, ou à Vivarium, le monastère-bibliothèque fondé par Cassiodore, sans doute vers 555, en Italie du Sud.
Cassiodore lui a demandé de traduire les Histoires ecclésiastiques de Socrate de Constantinople, de Sozomène et de Théodoret de Cyr, et il a ensuite effectué une synthèse des trois pour obtenir un récit unique et cohérent couvrant l'histoire de l'Église du règne de Constantin à l'an 439 (un travail du même genre a été produit en grec, vers la même époque, par Théodore le Lecteur). Divisée en douze livres, et rangée généralement parmi les œuvres de Cassiodore, cette Historiæ ecclesiasticæ tripartitæ epitome a constitué avec l'Histoire ecclésiastique de Rufin d'Aquilée (dont neuf livres sur onze sont une traduction de celle d'Eusèbe de Césarée) l'un des deux ouvrages de référence du Moyen Âge occidental en matière d'histoire de l'Église antique.
On conserve également de lui : une traduction d'un commentaire attribué par Cassiodore à Didyme l'Aveugle sur les sept Épîtres catholiques (celle du commentaire attribué au même auteur sur le Livre des Proverbes, dont parle Cassiodore, semble perdue) ; une traduction d'un commentaire de l'évêque Philon de Carpasia (IVe siècle) sur le Cantique des cantiques ; une traduction d'un ensemble de documents relatifs au concile de Chalcédoine (le Codex encyclicus : essentiellement des lettres adressées en 458 par des synodes locaux des Églises d'Orient à l'empereur Léon Ier pour confirmer leur adhésion aux décrets du concile en dépit de la contestation menée par l'évêque d'Alexandrie Timothée Élure, plus quelques autres textes en rapport avec le concile et quelques notes). On lui a attribué aussi, de façon plus incertaine, d'autres traductions du grec en latin réalisées à la même époque sous l'égide de Cassiodore (comme celle des Antiquités judaïques et du Contre Apion de Flavius Josèphe, dont Cassiodore n'identifie en fait pas le traducteur).

## Édition
- Friedrich Zoepfl (éd.), Didymi Alexandrini in epistolas canonicas brevis enarratio, Münster, Aschendorff, 1914.
- Aldo Ceresa-Gastaldo (éd.), Philonis Carpasii. Commentarium in Canticum canticorum ex antiqua versione latina Epiphanii Scholastici, coll. Corona patrum 6, Turin, Società editrice internazionale, 1979.